# 王会元
王会元（1960年—），辽宁沈阳人，中国男子乒乓球运动员。他曾获得1981年世界乒乓球锦标赛男子团体金牌和1985年世界乒乓球锦标赛男子团体金牌。